# Saibashi
Saibashi (菜箸, さいばし) sont de grandes baguettes ustensiles de la cuisine japonaise. Elles sont utilisées lors de la préparation des plats japonais, et ne sont pas destinées à la dégustation.
Utilisées comme des baguettes normales, elles permettent de servir des aliments chauds. Leur longueur est habituellement de 30 cm  ou plus ; elles peuvent être reliées entre elles par leur extrémité supérieure à l'aide d'une ficelle.
La plupart sont en bambou, à l'exception de celles utilisées pour la friture qui peuvent être en métal avec des poignées en bambou pour isoler de la chaleur.